# باشگاه بسکتبال رپلا
باشگاه بسکتبال رپلا (استونیایی: Rapla KK) یک باشگاه بسکتبال در رپلا، استونی است که در سال ۲۰۰۴ تأسیس شده است.

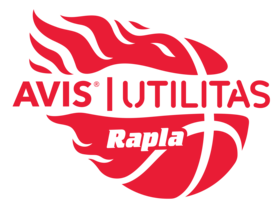